# 喬克萊弗爾鎮區 (密蘇里州)
喬克萊弗爾鎮區（英語：Chalk Level Township）是位於美國密蘇里州聖克萊爾縣的一個行政鎮區。

## 地方資料
喬克萊弗爾鎮區的面積為79.67平方千米，當中陸地面積為79.44平方千米，而水域面積為0.22平方千米。根據2020年美國人口普查的數據，當地共有人口182人，而人口密度為每平方千米2.28人。